# Danny Bond
Daniela da Silva Barros (Maceió, 23 de julho de 1997), mais conhecida por seu nome artístico Danny Bond, também apelidada como Rainha do Jacintinho, é uma cantora, rapper, compositora e dançarina brasileira. Primeira musicista negra e travesti a alcançar o topo do iTunes Brasil por seis vezes, consolidou-se como uma das principais vozes LGBTQIA+ de Alagoas e vem ganhando destaque como fenômeno emergente do pop queer nacional. É considerada uma das poucas artistas alagoanas da atualidade a projetar o estado no cenário musical brasileiro.
Desde a infância, Danny Bond já demonstrava sua paixão por cantar e dançar, imitando artistas que via na televisão. Sua carreira teve início oficialmente em 2015, quando viralizou com a paródia “Ai Meu Deus” — também conhecida como “Rainha do Jacintinho”, título que lhe rendeu o apelido carinhoso. A canção, escrita por ela mesma, é uma releitura em português do hit “Anaconda” de sua maior inspiração no rap e artista favorita: a cantautora trinidiana Nicki Minaj.
No início de 2019, alcançou o nono lugar na playlist “Virais do Brasil” do Spotify. Pouco depois, viveu um momento marcante ao ouvir um coro de mais de um milhão de pessoas cantando seus sucessos durante o Carnaval de São Paulo, onde foi convidada a se apresentar pela drag queen Pabllo Vittar. Em 2020, ganhou ainda mais visibilidade nacional com a viralização do remix de sua música "Tcheca" com "Say So", da cantora norte-americana Doja Cat.
A rapper, que é uma artista independente, ficou conhecida pelas letras escancaradamente sexuais e recheadas de palavrões, como nos hits "Tcheca" (2017), "PPK" (2021) e "Cachorra Absurda" (2024), esta última em parceria com a funkeira MC Naninha. No entanto, também mostrou versatilidade em faixas de pegada mais leve, como "Te Deixo Crazy" (2021), em parceria com Thiago Pantaleão, e "Barbie" (2022), colaboração com Rebecca, Pocah e Lexa.

## Vida pessoal
Nascida na favela do Bolão, em Maceió — capital de Alagoas —, Danny Bond, que é o nome artístico de Daniela da Silva Barros, é uma travesti negra de origem muito humilde. Após a separação dos pais, ela e a mãe se mudaram para o bairro do Jacintinho, lugar pelo qual tem um carinho profundo e onde viveu por muitos anos. É ali que ela se sente segura, desde a adolescência.
Mais tarde, embora seu pai tenha tentado retomar o contato, Daniela preferiu permanecer ao lado da mãe. “Nós passamos, ela e eu, (por) muitas dificuldades. Quando a gente mais precisou dele, ele nunca ajudou. Aí agora ele está querendo vir atrás, mas eu prefiro ficar aqui com minha mãe”, revela.

## Carreira

### 2015–2016: Início na internet com paródias
Em 2015, Danny Bond fez seu primeiro lançamento na internet com “Ai Meu Deus” — também conhecida como “Rainha do Jacintinho”, apelido que a acompanha até hoje. A música é uma paródia em português do hit “Anaconda”, da rapper Nicki Minaj. Embora não tenha sido lançada nas plataformas de streaming, a faixa viralizou nas redes sociais, como YouTube e Facebook, dando início à trajetória artística da cantora.
No ano seguinte, em 2016, a alagoana lançou outra paródia inspirada em Nicki Minaj: “Eu Faço Boquete”, uma releitura de “Feeling Myself”, parceria entre Minaj e Beyoncé.

### 2017–2019:Epica
O primeiro álbum de estúdio de Danny Bond, Epica, foi lançado em 2017, tendo a produção musical assinada pelo musicista paraibano Fabregas. O projeto ganhou destaque e, em 2019, lhe rendeu o convite para se apresentar no bloco de carnaval da drag queen Pabllo Vittar. — artista que Danny Bond conhece desde os primeiros sucessos. Inclusive, foi ela quem abriu o primeiro show de Pabllo em Maceió. Entre as faixas do disco, os maiores destaques foram “Tcheca”, “Meu Nome É Bond” e “Prikito”. Esta última ganhou tanta repercussão que chegou aos ouvidos do produtor internacional Diplo, que chegou a compartilhar um trecho da letra em sua conta no Instagram.
Em 2018, Danny Bond e Kika Boom — amigas e parceiras de longa data — lançaram juntas a música "Loka de Pinga", uma paródia cômica e irreverente em português de "End Game", hit da cantora estadunidense Taylor Swift.

### 2020–2023:Mashupcom música de Doja Cat eCaceteira
Em 2020, foi Kika Boom quem deu a ideia para Danny Bond unir a faixa “Tcheca” com o hit “Say So”, da rapper norte-americana Doja Cat. O mashup foi produzido por Satan, amigo das duas, e publicado em seu canal no YouTube. A nova versão viralizou rapidamente no TikTok, alcançando projeção nacional e impulsionando ainda mais a popularidade da alagoana. O sucesso foi tão grande que chegaram a ser discutidas propostas de uma apresentação ao vivo com Doja Cat, uma sendo durante sua participação no Lollapalooza Brasil 2022. A performance faria parte de uma ação publicitária promovida pelo aplicativo de relacionamentos Tinder, do qual ambas são embaixadoras. Outra proposta alternativa também foi considerada, mas nenhuma das iniciativas chegou a se concretizar. Apesar disso, a própria Doja Cat chegou a ouvir o mashup e declarou que havia gostado. Para Danny Bond, esse reconhecimento já foi suficiente. Outra consequência da popularidade do remix foi o convite para que a cantora participasse como comentarista do Billboard Music Awards 2021, premiação em que Doja foi uma das indicadas. Ainda em 2020, Danny Bond lançou o primeiro single de seu novo projeto, o trap "Traz o B", que traz uma interpolação de "Money Bag", da rapper Cardi B. No mesmo ano, tornou-se a primeira artista LGBTQIA+ a participar do quadro Acústicos do Sofá, da plataforma Tidal — edição que, até hoje, segue como a mais engajada da série.
Em 2021, Danny Bond fez história ao se tornar a primeira travesti da América Latina a protagonizar uma campanha publicitária para um banco, estrelando uma ação do banco digital WillBank.  Em maio, lançou a faixa “Te Deixo Crazy”, parceria com o cantor Thiago Pantaleão — que a convidou para o projeto — e que rapidamente chegou ao topo da parada de singles do iTunes Brasil. Já em outubro, disponibilizou o single “PPK”, que mistura forró, rap e brega funk, como segundo lançamento de seu mais novo disco. Essa canção fez a rapper se tornar a primeira mulher trans a estar simultaneamente no topo da parada de singles do iTunes Brasil, da parada Viral Maceió do Spotify e entre os assuntos mais comentados do Twitter. Ela se consagrou, até então, como a única travesti negra a conquistar o topo da parada de músicas do iTunes Brasil por duas vezes.
Em janeiro de 2022, a alagoana participou da faixa “Barbie”, da cantora Rebecca, que também contou com as participações de Pocah e Lexa. Ainda naquele mês, a rapper já acumulava mais de 235 mil ouvintes mensais no Spotify. Ela também foi uma das embaixadoras do projeto As Vozes do Funk LGBTQIA+, uma iniciativa em parceria com o Instagram Brasil e sua distribuidora, a ONErpm. Em março, lançou o terceiro single do seu próximo álbum, a faixa "Volte Sempre", em colaboração com Potyguara Bardo. No mês seguinte, participou da faixa-título do álbum Minas de Ouro, da dupla Hyperanhas. Em novembro, lançou o quarto single do disco, “Vai Maluca”. No dia 18 de novembro, saiu seu segundo álbum de estúdio, Caceteira, que celebra suas raízes nordestinas, mesclando influências de forró, rap e funk. O projeto conta com participações de artistas também nordestinos, como Kaya Conky, Potyguara Bardo, Chau do Pife e Getúlio Abelha. No ano seguinte, deu início à Caceteira Tour, turnê para promoção do álbum homônimo.
Em fevereiro de 2023, Danny Bond e Simone Mendes estrelaram juntas uma campanha publicitária para o banco digital WillBank. A ação contou com a música “Movimenta e Monta”, interpretada pelas duas artistas e lançada com um videoclipe nas redes sociais. A rapper, que na juventude acompanhava shows do Forró do Muído em cidades do interior de Alagoas — banda criada por Frank Aguiar e que teve Simone e sua irmã Simaria como integrantes — revelou que Simone é uma de suas grandes inspirações. Já em junho, Danny Bond colaborou com o músico Romero Ferro na canção "Difícil de Esquecer", que também conta com a participação do DJ Zullu.

### 2024–presente:Epica 2
Em 2024, Danny Bond foi convidada a se apresentar na Parada do Orgulho de São Paulo, um dos principais eventos LGBTQIA+ do Brasil. Seu terceiro álbum, Epica 2 — continuação direta de seu disco de estreia — foi lançado em 29 de agosto. No projeto, a artista retoma suas raízes no rap e no pop, incorporando também ritmos populares de sua terra natal, Maceió, como o reggae e o brega funk. A direção musical ficou a cargo do produtor PZZS. O álbum traz versões remixadas e encurtadas de algumas das paródias mais marcantes da cantora, que antes circulavam exclusivamente nas redes sociais. “Ai Meu Deus”, agora intitulada “Rainha do Jacintinho (Ai Meu Deus)” — remixada por PZZS — e “Eu Faço Boquete” — produzida pela dupla CyberKills em colaboração com PZZS — receberam nova roupagem e foram oficialmente lançadas nas plataformas de streaming. Além dessas releituras, o álbum conta com faixas inéditas assinadas por PZZS, como “Eu Faço Subir”, “Cachorra Absurda”, que é uma parceria com a funkeira MC Naninha, e “Melo do Chupa Chupa”, colaboração com a banda nordestina contemporânea Deuses do Swing. O projeto ainda inclui remixes de “Tcheca”, produzida por DJ Ramemes, e de “Rola Preta”, com produção dos músicos Clementaum e Dry. No dia do lançamento, Epica 2 estreou em primeiro lugar na parada de álbuns do iTunes Brasil, enquanto a faixa “Cachorra Absurda” liderou o ranking de músicas da plataforma. Em outubro, Danny Bond lançou o single “Travessuras ou Rolas Duras?”, como parte das celebrações do Halloween (Dia das Bruxas).
No início de 2025, foi anunciada a versão deluxe de Epica 2, trazendo uma nova leva de faixas inéditas. Lançada em 6 de fevereiro, a edição expandida inclui cinco novas músicas, todas produzidas pelo PZZS, e incorpora os dois últimos singles lançados: "Travessuras ou Rolas Duras?" e "Chacina" — este último estreou no mesmo dia do deluxe, acompanhado de um videoclipe, e traz a colaboração da dupla Irmãs de Pau. As outras faixas da edição são "Bond+", "Xoxota" e "Quem Quer?". Já em abril, a rapper se uniu novamente ao produtor PZZS, desta vez ao lado da cantora MC Jéssica do Escadão, para o lançamento da parceria "Tiro de Leite". Em comemoração ao seu aniversário e o sucesso de seu último disco lançado, a cantora anunciou o evento Baile da Bond. O primeiro show aconteceu em sua cidade natal, Maceió.

## Arte e imagem pública
Durante uma entrevista ao G1, em 2019, Danny Bond respondeu sobre suas expectativas para o futuro: “A sociedade não tem que me aceitar, mas me respeitar. Há uma boa quantidade de pessoas que escutam meu som, me ouvem. Então, só quero respeito. No futuro, eu espero ainda quebrar muitas barreiras impostas pela sociedade, também espero crescer no mercado fonográfico LGBT e ser uma grande concorrente no mercado musical”.

### Letras e estilo artístico
Assim como muitas músicas do funk brasileiro, as letras de Danny Bond não têm papas na língua: são carregadas de palavrões e temas sexuais explícitos. Por isso, ela ganhou o apelido de Rainha do Explicit. À primeira audição, as composições podem causar certo desconforto. No entanto, a artista explica que os termos que usa fazem parte do seu contexto social periférico, onde cresceu. Para ela, existe uma hipocrisia linguística e cultural no Brasil: expressões consideradas “baixo calão” fazem parte do cotidiano das periferias e subúrbios.
Danny Bond também possui canções com conteúdo mais leve, como a faixa “Aquecimento da Bond”, mas sabe que o público aprova seu conteúdo explícito — e isso faz parte de quem ela é. Ela não pretende deixar de produzir músicas com letras explícitas. Em novembro, o UOL Tab divulgou que Alagoas é o terceiro estado brasileiro que mais consome funk, gênero musical ao qual a rapper está inserida e do qual descende.
Whytna Cavalcante, que gerencia a carreira da cantora, destacou em entrevista que a luta do funk contra a censura é semelhante à marginalização que o samba sofreu anteriormente. "Passa pela mesma coisa, por ser de periferia e tal. Mas é essa música que está dando voz para essas pessoas. Alimentando a esperança de ter o mínimo de dignidade, coisa que o sistema não faz. É um ritmo que, mesmo massificado, é marginalizado simultaneamente por parte da sociedade", afirmou.
Em entrevista ao Music Non Stop, em 2020, Danny Bond comentou sobre essa liberdade: "As pessoas que são mais livres de preconceito não veem isso de um jeito ruim, afinal é uma música pra você dançar, se divertir, beber numa festa e ser alegre. [...] O problema é que ainda existe muita hipocrisia, por exemplo, se um hétero cantasse músicas explícitas como eu, assim como tem muitos (que cantam), não seria motivo de tanta polêmica."

## Discografia

### Álbuns de estúdio
| Faixas do álbum |
| --- |
| 1. Meu Nome é Bond 2. Buceta 3. Cheira Esse Loló 4. Tcheca 5. Eu Gosto é De Dar (com Kaya Conky) 6. Rola Preta 7. Eu Chupo Pau 8. Virei Sapatão 9. Prikito |

| Faixas do álbum |
| --- |
| 1. PPK 2. Vai Maluca 3. Talarica (com Kaya Conky) 4. Daniela 5. Dubye (com Getúlio Abelha) 6. Mentiu Pra Mim (part. Chau do Pife) 7. Volte Sempre (com Potyguara Bardo) 8. Freestyle 9. Traz o B |

| Faixas do álbum |
| --- |
| 1. Rainha do Jacintinho (Ai Meu Deus) 2. Eu Faço Boquete 3. Cachorra Absurda (com MC Naninha) 4. Melo de Chupa Chupa (com Deuses do Swing) 5. Eu Faço Subir 6. Rola Preta (Clementaum e Dry Remix) 7. Tcheca (DJ Ramemes Remix) |

### Singles

#### Como artista principal
| Ano  | Single                                            | Álbum                        |
| ---- | ------------------------------------------------- | ---------------------------- |
| 2018 | "Cheira Esse Loló" (Remix) (part. Marcelo Camara) | Não associado a nenhum álbum |
| 2019 | "Tiroteio da Trava"                               | Não associado a nenhum álbum |
| 2019 | "Aquecimento da Bond"                             | Não associado a nenhum álbum |
| 2020 | "Traz o B"                                        | Caceteira                    |
| 2021 | "PPK"                                             | Caceteira                    |
| 2022 | "Volte Sempre" (com Potyguara Bardo)              | Caceteira                    |
| 2022 | "Vai Maluca"                                      | Caceteira                    |
| 2024 | "Rainha do Jacintinho (Ai Meu Deus)"              | Epica 2                      |
| 2024 | "Eu Faço Boquete"                                 | Epica 2                      |
| 2024 | "Travessuras ou Rolas Duras?"                     | Epica 2 (Deluxe)             |
| 2025 | "Chacina" (part. Irmãs de Pau)                    | Epica 2 (Deluxe)             |
| 2025 | "Tiro de Leite" (part. MC Jessica do Escadão)     | Epica 2 (Edição Completa)    |

#### Como artista convidada
| Ano  | Single                                                                    | Álbum                        |
| ---- | ------------------------------------------------------------------------- | ---------------------------- |
| 2018 | "T.Q.R." (Maju Shanii e Danny Bond)                                       | Não associado a nenhum álbum |
| 2018 | "Loka de Pinga" (Kika Boom e Danny Bond)                                  | Não associado a nenhum álbum |
| 2021 | "Cagar no Pau" (A Travestis e Danny Bond)                                 | Respeita as Travestis        |
| 2021 | "Te Deixo Crazy" (Thiago Pantaleão e Danny Bond)                          | Não associado a nenhum álbum |
| 2022 | "Barbie" (Rebecca feat. Pocah, Lexa e Danny Bond)                         | Não associado a nenhum álbum |
| 2022 | "Minas de Ouro" (Hyperanhas feat. Danny Bond e Caio Passos)               | Minas de Ouro                |
| 2022 | "Kama Surta" (Remix) (Dornelles feat. Danny Bond e Malharo)               | Não associado a nenhum álbum |
| 2022 | "Emoji de Fogo" (Remix) (Chameleo feat. Danny Bond e CyberKills)          | Não associado a nenhum álbum |
| 2023 | "Díficil de Esquecer" (Romero Ferro, Danny Bond e DJ Zullu)               | Não associado a nenhum álbum |
| 2024 | "Fuder Chapada“ (Remix) (Kaya Conky, Danny Bond e S4TAN feat. DJ Ramemes) | Não associado a nenhum álbum |
| 2024 | "Nutela" (Tonny Hyung, Danny Bond e Rennan da Penha)                      | Não associado a nenhum álbum |

### Singles promocionais
| Ano  | Single                                  | Álbum                        |
| ---- | --------------------------------------- | ---------------------------- |
| 2021 | "Independência da Tcheca"               | Não associado a nenhum álbum |
| 2023 | "Movimenta e Monta" (com Simone Mendes) | Não associado a nenhum álbum |

## Filmografia

### Programas de TV
| Ano  | Título                     | Papel                                               | Emissora | Ref           |
| ---- | -------------------------- | --------------------------------------------------- | -------- | ------------- |
| 2021 | De Frente com Blogueirinha | Ela mesma                                           | DiaTV    | [ 49 ]        |
| 2022 | Altas Horas                | Ela mesma                                           | TV Globo | [ 50 ] [ 51 ] |
| 2022 | Programa Silvio Santos     | Participação no jogo dos três pontinhos com Rebecca | SBT      | [ 52 ]        |